# Josef Derwall
Josef "Jupp" Derwall (10 de març de 1927- 26 de juny del 2007) va ser un jugador i entrenador de futbol alemany. Derwall va ser el seleccionador de l'equip alemany entre els anys 1978 i 1984, i hi va guanyar l'Eurocopa 1980. També va arribar a la final de la Copa del Món de 1982.